# Banchus apenes
Banchus apenes là một loài tò vò trong họ Ichneumonidae.